# Highway to Hell (singolo)
Highway to Hell è un brano degli australiani AC/DC pubblicato nell'omonimo album del 1979 ed estratto due giorni prima, il 27 luglio, come singolo. È stato scritta dai fratelli Angus e Malcolm Young, chitarristi e fondatori del gruppo, e dall'allora cantante Bon Scott.
L'idea per la canzone nacque dopo un'intervista ad Angus Young durante il loro tour americano nel 1977, quando ad una domanda sulla vita da palcoscenico rispose "It's a fuckin' highway to hell" (ovvero, è una fottuta autostrada per l'inferno).
La canzone è stata classificata al 248º posto nella Lista delle 500 migliori canzoni secondo Rolling Stone.

## Cinema
- Il brano è stato inserito nel film horror del 2003 Final Destination 2
- Il brano è stato inserito nel film di animazione del 2010 Megamix[senza fonte]
- Il brano è stato usato nella serie televisiva statunitense How I Met Your Mother (2005-2014), nella dodicesima puntata della settima stagione.

## Classifiche
| Classifica  | Posizione massima |
| ----------- | ----------------- |
| Germania    | 30                |
| Regno Unito | 4                 |
| Scozia      | 36                |
| Spagna      | 24                |
| Stati Uniti | 47                |

## Cover
- Sam Kinison ha fatto una cover della canzone, la quale è presente nell'album Leader of the Banned.
- Marilyn Manson ne ha fatta una cover per la colonna sonora del film Detroit Rock town del 1998.
- I Green Day ne hanno suonato l'intro durante il loro tour del 2010.
- La canzone è presente nell'album live Funhouse Tour: Live in Australia di Pink.
- I 2Cellos hanno fatto una cover della canzone con la partecipazione di Steve Vai.
- Nel 2021 Tom Morello ne ha realizzato una versione con la partecipazione di Bruce Springsteen e Eddie Vedder.